# Mândra, Argeș
Mândra este un sat în comuna Bârla din județul Argeș, Muntenia, România.